# Janette Deacon
 Janette Deacon (de soltera Buckland, nacida el 25 de noviembre de 1939) es una arqueóloga sudafricana especializada en gestión del patrimonio y conservación del arte rupestre. Ha estudiado los cambios en las herramientas de piedra de sitios del sur del Cabo en relación con el cambio climático durante los últimos 20.000 años.   A partir de 1985, localizó grabados rupestres en lugares donde vivieron los informantes /Xam de Wilhelm Bleek y Lucy Lloyd en el siglo XIX. Se desempeñó como miembro del Consejo SAHRA y fue la primera presidenta de Heritage Western Cape.

## Primeros años y educación
Nacida como Janette Buckland, el 25 de noviembre de 1939 en Ciudad del Cabo, asistió a la Escuela para niñas de Rustenburg en Ciudad del Cabo antes de graduarse de la Universidad de Ciudad del Cabo (UCT) en 1960 con una licenciatura, seguida de una maestría en 1969 y un doctorado en 1982. en el que analizó conjuntos posteriores de la Edad de Piedra de la cueva Nelson Bay, la cueva Boomplaas y el refugio Kangkara. 

## Carrera
Después de graduarse de la licenciatura, trabajó como asistente de investigación de WJ Talbot en el Departamento de Geografía de la UCT  y dio clases en el Departamento de Arqueología en 1962 y de 1972 a 1975.  De 1976 a 1988 fue asistente de investigación en el Departamento de Arqueología de la Universidad Stellenbosch .  Deacon fue el editor del Boletín Arqueológico de Sudáfrica de 1976 a 1993.  Ha sido Secretaria Honoraria de la Sociedad Arqueológica Sudafricana desde 1997. En 1989 fue nombrada Arqueóloga del Consejo de Monumentos Nacionales (NMC), hasta su jubilación en 1999. Durante este tiempo representó al NMC en el Grupo de Trabajo sobre Arte y Cultura y en el equipo de redacción de la Ley de Recursos del Patrimonio Nacional No 25 de 1999.Después de su jubilación, se convirtió en la primera presidenta de Heritage Western Cape (HWC) en 2002 y ocupó el cargo hasta 2007.  Como secretaria del Proyecto de Arte Rupestre de África Meridional, organizó cursos y talleres para la nominación de sitios de arte rupestre en la Lista del Patrimonio Mundial . De 1995 a 2011, este programa se desarrolló aún más como un proyecto de campo del Getty Conservation Institute .En 2016, la UCT le otorgó un doctorado honoris causa en literatura por sus contribuciones a la arqueología y la investigación del arte rupestre. 

## Vida personal
Deacon estaba casado con Hilary Deacon,  quien también enseñó arqueología en la Universidad de Stellenbosch, hasta su muerte en 2010.  Ellos tienen tres hijos. 